# Gyrostarr
Gyrostarr est un jeu vidéo de type shoot them up sorti en 2008 sur Wii. Le jeu a été développé et édité par High Voltage Software.

## Accueil
Gyrostarr reçoit un accueil partagé de la critique spécialisée. Il obtient un score de 69 % sur la base de 11 critiques sur Metacritic.